# Francisco Hernández de Córdoba (Yucatán)

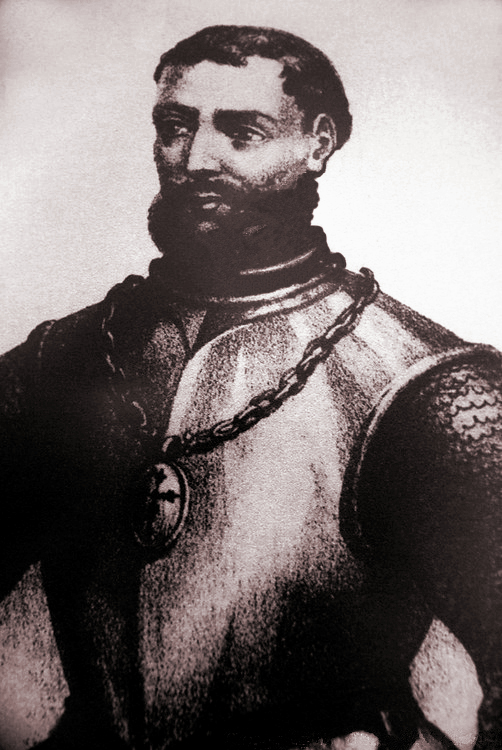
Francisco Hernández de Córdoba

Francisco Hernández de Córdoba (Córdoba, ca. 1467 - Sancti Spíritus (Cuba), 1517) was een Spaanse conquistador.

Expeditie van Francisco Hernández de Córdoba

Hij werd op 8 februari 1517 door gouverneur Diego Velázquez de Cuéllar van Cuba op weg gestuurd. Hij ontdekte Yucatán en de beschaving van de Maya. Tijdens deze reis stierf de helft van zijn soldaten. Hernández de Córdoba zelf stierf na zijn terugkomst in Havana aan zijn verwondingen.